# GIGAZINE
GIGAZINE（ギガジン）とは株式会社OSAが運営している、日本語のブログ形式のニュースサイトである。
サイト名であるGIGAZINEとはオンラインマガジンとしてギガバイト級のサイトという意味で、「MAGAZINE（雑誌）」+「GIGA」を由来とする造語である。編集長は山崎恵人。
国外サイトの記事の翻訳や新製品のレビュー、アプリ紹介、アニメ、ジャンクフードなどの記事を掲載している。記事が書けなかったネタを、ヘッドラインと称するリンク集にして紹介している。

## 沿革
- 2000年4月1日 - 山崎恵人がサイト設立[3]。当初は個人運営のサイトだった。
- 2006年
  - 3月31日 - ブログ形式に移行。本格的にニュースサイトとなる。サイトには2000年より運営されているとあるが、2006年以前の記事を閲覧することはできない。ただし、InternetArchiveにて以前の記事を確認することができる[4]が現在のサイト構成とは大きく異なっている。編集長、その下に各スタッフが並ぶという組織となっている[5]。
- 2006年7月 - 複数人で記事を執筆する体制に移行。
- 2008年
  - 3月 - イギリス・ガーディアン紙の「世界で最も影響力のある50のブログ」に選ばれる[6]。
  - 4月 - アメリカの週刊誌「タイム」の「ブログトップ25」に選ばれる[7]。
  - 7月 - ブログを検索対象とするブログ検索エンジンTechnorati（テクノラティ）のブログランキングで1位を記録。
- 2010年
  - 運営開始10周年記念として朝日新聞出版から「GIGAZINE 未来への暴言」を出版[8]。
- 2013年
  - 有料会員制度「GIGAZINEシークレットクラブ」を開始[9]。
- 2018年
  - スマートフォンでの閲覧を想定したフルカラー・フルデジタル作品限定の漫画賞「GIGAZINEマンガ大賞」を創設[10]。
- 2021年
  - Internet Archive上から削除され、過去のサイト内容が閲覧出来なくなる。

## エピソード

### 編集部で火災
2007年10月6日、編集部の台所で火災が発生し消防出動要請。まもなく鎮火した。他の家に延焼することはなかったが、台所は使用不能になり、編集部の他の部屋は使用に支障をきたす状態となった。

### 楽天個人情報販売報道
2009年5月27日、楽天市場がサイトに登録されたメールアドレスなどの個人情報を1件10円で販売している、とGIGAZINEが報道。楽天側は否定したもののそれから9日後に読売新聞、朝日新聞、毎日新聞が報じると一転して「特定の大手企業9社にのみ提供していた」と認めた。

### 取材規定違反疑惑
2012年8月20日から8月22日にかけて、パシフィコ横浜において「コンピュータエンターテインメントデベロッパーズカンファレンス2012」 (CEDEC2012) が開催された。主催したコンピュータエンタテインメント協会 (CESA) は2012年8月24日、ウェブサイト上で「一部メディア」が取材規定に違反しているとして、記事の修正か削除を求めた。ねとらぼはこの「一部メディア」がGIGAZINEであり、掲載した取材記事が主催者側の禁止事項である「講演内容の全文起こし」および「タイトルページ以外のスライドの掲載」に抵触しているため警告されたとしている。

### 第一倉庫解体事件
メディアによってはGIGAZINE倉庫破壊事件、GIGAZINE倉庫事件とも呼ばれている。
2019年2月16日、第一倉庫（大阪市西淀川区の旧本社の斜め向かい）が見知らぬショベルカーに勝手に解体されていることを旧本社で作業していた編集長が発見し、警察に通報。その後も解体が続いており、係争していたが、2021年3月11日付の大阪地裁判決にて被告側であるGIGAZINE側が敗訴。GIGAZINE側は判決を不服として控訴したが、2021年9月16日付の大阪高裁判決にて控訴が棄却された。GIGAZINE側は期限までに上告せず、GIGAZINE側の敗訴が確定した。その後、原告側である地権者との間で倉庫の取り壊しについての話し合いの場が設けられたが、合意を得られずに決裂したため、強制執行となり、同年11月22日から地権者側の関係者による立ち会いの下、倉庫の解体作業が行われた。
しかしながら、2023年7月のGIGAZINE記事では、裁判が継続しているため詳細を明かせないが、地裁では「全面勝訴」したと主張している。